# Exechonella tuberculata
Exechonella tuberculata är en mossdjursart som först beskrevs av William MacGillivray 1883.  Exechonella tuberculata ingår i släktet Exechonella och familjen Exechonellidae.
Artens utbredningsområde är Röda havet. Inga underarter finns listade i Catalogue of Life.